# Municipi de Krāslava
El municipi de Krāslava (en letó: Krāslavas novads) és un dels 110 municipis de Letònia, que es troba localitzat al sud-est del país bàltic, i que té com a capital la localitat de Krāslava. El municipi va ser creat l'any 2001 després de la reorganització territorial.

## Ciutats i zones rurals
- Aulejas pagasts (zona rural)
- Indras pagasts (zona rural)
- Izvaltas pagasts (zona rural)
- Kalniešu pagasts (zona rural)
- Kaplavas pagasts (zona rural)
- Krāslava (ciutat)
- Kombuļu pagasts (zona rural)
- Krāslavas pagasts (zona rural)
- Piedrujas pagasts (zona rural)
- Robežnieku pagasts (zona rural)
- Skaistas pagasts (zona rural)
- Ūdrīšu pagasts (zona rural)

## Població i territori
La seva població està composta per un total de 20.217 persones (2009). La superfície del municipi té uns 1.078,4 kilòmetres quadrats, i la densitat poblacional és de 18,75 habitants per kilòmetre quadrat.